# Sir Thomas More (Theaterstück)
Sir Thomas More ist ein elisabethanisches Theaterstück, das Sir Thomas More zum Gegenstand hat und der Frage nach Befolgung von Gesetzen und Gehorsam gegenüber der Obrigkeit und dem König nachgeht. Es stammt ursprünglich von Anthony Munday (und Henry Chettle) aus der Zeit von 1596 bis 1601, erhielt aber keine Aufführungserlaubnis durch den Zensor Edmund Tillney (Master of the Revels) und wurde durch mehrere Autoren überarbeitet, darunter wahrscheinlich auch William Shakespeare sowie Thomas Heywood und  Thomas Dekker. Alle Autoren außer Shakespeare waren mit der Theatertruppe The Admiral´s Men verbunden. Häufig wird die Bearbeitung in die Zeit um oder in den Jahren nach 1601 gelegt, als die Admiral´s Men ihr traditionelles Theater The Rose aufgaben (1600) und ein neues bauten.

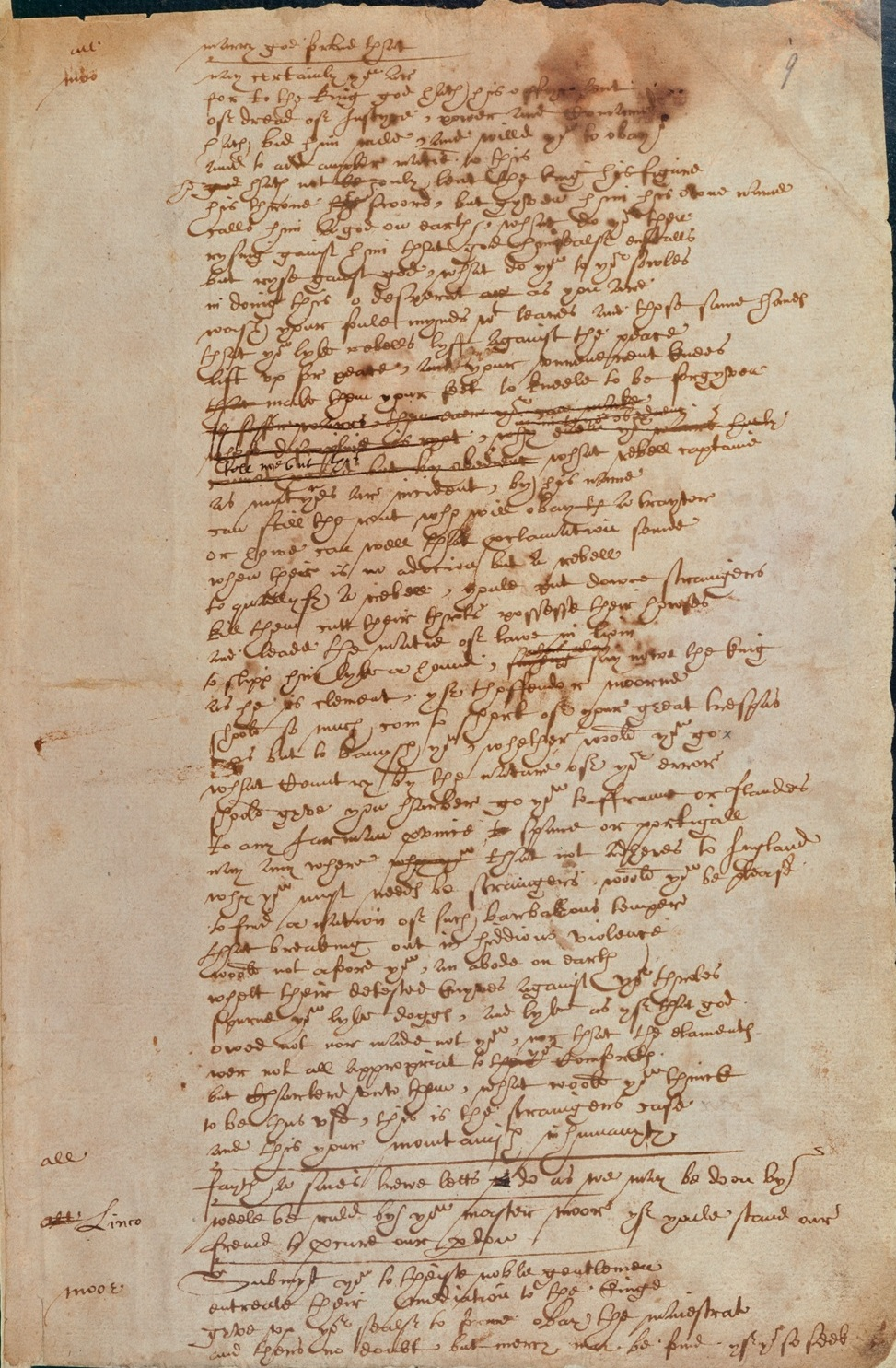
Teil des Manuskripts in der Handschrift von D (möglicherweise William Shakespeare)

Es ist als handschriftliches Manuskript in der British Library erhalten (MS Harley 7368) und es wird überwiegend angenommen, dass einige Seiten in der Handschrift von William Shakespeare sind, womit es das einzige Theaterstück Shakespeares wäre, das in seiner Handschrift erhalten ist. Das Manuskript ist mit The Booke of Sir Thomas More überschrieben und bestand in der ersten Fassung aus 16 Blättern von einem einzigen Schreiber (Munday), eine davon leer. Es wurde stark überarbeitet, zum Teil in der Handschrift des Zensors Edmund Tillney. Zwei oder drei Blätter sind herausgerissen, einige Stellen gestrichen und sieben Blätter und zwei kleinere Abschnitte ergänzt. Außer dem ursprünglichen Schreiber findet sich die Handschrift von fünf Personen.
Das Stück hat eine für damalige Theatertruppen aufwändige Besetzung von 59 Sprechrollen, die aber teilweise von denselben Schauspielern dargestellt werden konnten, und Massenszenen.

## Inhalt
Der zweite Akt hat die Rolle von Thomas More als Undersheriff von London und Vermittler in den Mai-Unruhen von 1517 in London zum Thema, bei dem ein ausländerfeindlicher Mob von Londonern gegen Immigranten vornehmlich aus der Lombardei vorging mit dem Ziel sie zu vertreiben (dargestellt im ersten Akt). In der wahrscheinlich von Shakespeare stammenden Rede von Thomas More, mit der er die Aufständischen zu beruhigen versucht und zur Aufgabe ihres Vorhabens, führt More den Aufwieglern vor, dass sie selbst auch Opfer solcher Übergriffe werden könnten, wenn sie dies zulassen würden und fragt sie, wie es ihnen ergehen würde, wenn sie aufgrund von Verfolgung gezwungen wären in anderen europäischen Ländern Zuflucht zu suchen.  Das Thema war auch zu Shakespeares Zeiten noch sehr aktuell, zu seiner Zeit gab es viele Übergriffe in London, wobei die Immigranten damals häufig Hugenotten waren.
Im dritten Akt  wird geschildert, wie der überwiegende Teil der Aufständischen begnadigt wird, nachdem sich More für sie einsetzte. Im vierten Akt wird More als Lordkanzler des Königs dargestellt. Sein Freund Erasmus von Rotterdam besucht ihn und er bewirtet den Bürgermeister von London, wobei ein Theaterstück (The Marriage of Wit and Wisdom) aufgeführt wird. Später wird Thomas More im Staatsrat (Privy Council) gezeigt. Er soll einer schriftlichen Anweisung des Königs, die nicht genauer spezifiziert wird, Folge leisten, weigert sich aber aus Gewissensgründen zu unterschreiben. John Fisher, der Bischof von Rochester, weigert sich ebenfalls und wird inhaftiert, More unter Hausarrest gestellt. More erklärt seiner Familie die Gründe und als er sich weiterem Drängen widersetzt wird auch More im Tower inhaftiert und im fünften Akt hingerichtet.

## Die Rede von Thomas More
Grant them removed, and grant that this your noise

Hath chid down all the majesty of England;

Imagine that you see the wretched strangers,

Their babies at their backs and their poor luggage,

Plodding to the ports and coasts for transportation,

And that you sit as kings in your desires,

Authority quite silent by your brawl,

And you in ruff of your opinions clothed;

What had you got? I’ll tell you: you had taught

How insolence and strong hand should prevail,

How order should be quelled; and by this pattern

Not one of you should live an aged man,

For other ruffians, as their fancies wrought,

With self same hand, self reasons, and self right,

Would shark on you, and men like ravenous fishes

Would feed on one another….
Say now the king…

Should so much come too short of your great trespass

As but to banish you, whither would you go ?

What country, by the nature of your error,

Should give you harbour? go you to France or Flanders,

To any German province, to Spain or Portugal,

Nay, any where that not adheres to England,

Why, you must needs be strangers: would you be pleased more

To find a nation of such barbarous temper,

That, breaking out in hideous violence,

Would not afford you an abode on earth,

Whet their detested knives against your throats,

Spurn you like dogs, and like as if that God

Owed not nor made not you, nor that the elements

Were not all appropriate to your comforts,

But chartered unto them, what would you think

To be thus used? this is the strangers case;

And this your mountainish inhumanity.
Deutsche Übersetzung:
Nehmt an ihr wärt sie los und dass euer Lärm

alle Majestät Englands heruntergezogen hätte,

stellt euch die geplagten Fremden vor,

ihre Babies auf den Rücken und ihr armseliges Gepäck,

sich zu den Häfen und Küsten schleppend für die Überfahrt,

und dass ihr wie Könige auf euren Wünschen thront,

die Obrigkeit zum Schweigen gebracht durch euren Aufruhr 

und ihr in die Halskrausen eurer Meinungen gezwängt,

was hättet ihr erreicht ? Ich sags euch, ihr hättet gezeigt wie

Frechheit und Gewalt obsiegen,

wie Ordnung bezwungen wird, und wie nach diesem Muster

kein Einziger von euch ein hohes Alter erreicht,

denn andere Grobiane werden so es ihnen gefällt

mit derselben Hand, denselben Gründen und demselben Recht

über euch und andere wie Haie herfallen und 

wie hungrige Fische frisst einer den anderen...
Angenommen nun der König

zieht euch für euren großen Fehltritt nur so weit zur Rechenschaft,

dass er euch aus dem Land verbannt, wohin würdet ihr gehn ?

Welches Land würd euch, nach der Art und Weise eurer Irrungen,

Zuflucht gewähren ? Ob ihr nach Frankreich oder Flandern geht, 

irgendeine der deutschen Provinzen, Spanien oder Portugal,

ja irgendein Land, das nicht zu England gehört,

da ihr dort notwendig Fremde seid, wärt ihr erfreut 

ein Volk von so barbarischem Gemüt zu finden,

die ausbrechend in abscheuliche Gewalt

euch keine Bleibe auf Erden gönnen.

Die ihre Messer an eure Gurgeln wetzen,

euch als Hunde verachten und als ob ihr nicht

von Gott behütet oder geschaffen wäret, 

nicht dass die Umstände alle zu eurem Vorteil sind, aber auf sie

angewiesen, was würdet ihr denken 

so behandelt zu werden ? Das ist das Los des Fremden,

und das ist eure gipfelhohe Unmenschlichkeit.

## Autorschaft
Es ist unbekannt, ob das Werk jemals zu elisabethanischer Zeit oder der von Jakob I. aufgeführt wurde. Es wurde zuerst 1844 von Alexander Dyce für die Shakespeare Society veröffentlicht. Die Mit-Autorschaft von Shakespeare schlug zuerst der Literaturwissenschaftler Richard Simpson (1820–1876) 1871 vor und er wurde darin 1872 von James Spedding bestätigt, dem Biographen und Herausgeber der Werke von Francis Bacon. Der Schriftsachverständige und ehemalige Direktor des British Museum Edward Maunde Thompson identifizierte 1916 die Handschrift von D mit der Shakespeares. Nach der Veröffentlichung von Thompsons Buch entspann sich eine lebhafte Debatte in England, die etwa bis 1928 dauerte und in deren Folge die Zuschreibung überwiegend für authentisch erachtet wurde. Sammelbände mit Studien zum Stück, die die Zuschreibung unterstützen, erschienen 1923 (Hrsg. Alfred Pollard, beteiligt war auch Maunde Thompson) und 1989 (Hrsg. T. H. Howard-Hill) und die Autorschaft Shakespeares wird heute überwiegend bejaht und die Shakespeare zugeschriebenen Teile des Stücks zum Beispiel in The Riverside Shakespeare (Boston 1974) aufgenommen. Es gibt aber auch Skeptiker bezüglich der Zuschreibung an Shakespeare.

## Aufführungen
Abgesehen von Studentenaufführungen und 1948 für die BBC im Radio wurde das Stück zuerst 1954 auf dem Theater aufgeführt und zum Beispiel 1964 im Nottingham Playhouse mit Ian McKellen als Thomas More. 2005 wurde das Stück von der Royal Shakespeare Company aufgeführt.
Richard Flatter fügte Szenen aus "Sir Thomas More" und "Heinrich VIII" zusammen und verband diese, wo notwendig, mit eigenen Worten zu einem neuen Schauspiel.

## Textausgaben
Englisch
- C. F. Tucker Brooke (Hrsg.): Shakespeare Apocrypha. Oxford 1908, Reprint 1967. (die erste breiteren Kreisen zugängliche Ausgabe)
- John S. Farmer (Hrsg.): The Book of Sir Thomas More. (= The Tudor Faksimile Texts. Nr. 65). London/Edinburgh 1910. (Reprint New York 1970 (Faksimile))
- Walter Wilson Greg (Hrsg.): The Book of Sir Thomas More. The Malone Society 1911. (Archive)
- Gabrieli Vittorio, Giorgio Melchiori (Hrsg.): Sir Thomas More. Manchester University Press, 1999.

Deutsch
- Max J. Wolff: Shakespeares Werke; Übertragen nach Schlegel-Tieck. Einundzwanzigster Band: Sir Thomas More. Wegweiser-Verlag, Berlin 1925.
- Die Fremden – Für mehr Mitgefühl. Mit einem Vorwort von Heribert Prantl. Herausgegeben und übersetzt von Frank Günther. dtv, München 2016, ISBN 978-3-423-14555-8.

## Bearbeitungen
- Richard Flatter: König Heinrich VIII. und Sir Thomas More. In: Richard Flatter: Shakespeare – Königsdramen. (= Sammlung Desch Paperback). Theaterverlag Kurt Desch, München 1962.

## Belege
1. ↑  Collection Items, British Library (Memento vom 11. November 2020 im Internet Archive)
2. ↑  Nach Walter Wilson Greg (Hrsg.): The Book of Sir Thomas More, The Malone Society 1911, S. 76, 78.
3. ↑  Da das Manuskript in der Folgezeit mangelhaft restauriert wurde, sind einige bei Dyce 1844 veröffentlichte Textteile heute nicht mehr lesbar
4. ↑  Thompson, Shakespeare's Handwriting: A Study, Oxford University Press 1916.
5. ↑  Zum Beispiel Paul Ramsay: The literary evidence for Shakespeare as Hand D in the Manuscript play Sir Thomas More: a re-re-consideration. The Upstart Crow, Band 11, 1991, S. 131–135, Paul Werstine, Shakespeare More or Less: A.W. Pollard and Twentieth-Century Shakespeare Editing, Florilegium, Band 16, 1999, S. 125–145 (dazu E. A. J. Honigmann, Shakespeare, Sir Thomas More and Asylum Seekers, Shakespeare Survey, Band 57, 2004, S. 225–235)